# Stora Backabo och Lilla Åkatorp
Stora Backabo och Lilla Åkatorp este o arie protejată (arie specială de conservare — SAC, sit de importanță comunitară — SCI) din Suedia întinsă pe o suprafață de 13 ha, integral pe uscat.

## Localizare
Centrul sitului Stora Backabo och Lilla Åkatorp este situat la coordonatele 58°13′13″N 13°35′39″E / 58.2202°N 13.5943°E.

## Înființare
Situl Stora Backabo och Lilla Åkatorp a fost declarat sit de importanță comunitară în aprilie 2004 pentru a proteja un număr necunoscut de specii din flora spontană și fauna sălbatică aflate în arealul zonei. Situl a fost protejat și ca arie specială de conservare în martie 2011.

## Biodiversitate
Situată în ecoregiunea boreală, aria protejată conține 2 habitate naturale: Pajiști uscate seminaturale și facies de acoperire cu tufișuri pe substraturi calcaroase (Festuco-Brometalia) (* situri importante pentru orhidee), Pajiști cu Molinia pe soluri calcaroase, turboase sau argilos-nămoloase (Molinion caeruleae).
La baza desemnării sitului se află un număr nedeclarat de specii protejate.